# Synapseudes makkaveevae
Synapseudes makkaveevae är en kräftdjursart som beskrevs av Mihai Bacescu 1976. Synapseudes makkaveevae ingår i släktet Synapseudes och familjen Metapseudidae. Inga underarter finns listade i Catalogue of Life.